# Naussac (Aveyron)
Naussac (okzitanisch gleichlautend) ist eine französische Gemeinde mit 414 Einwohnern (Stand: 1. Januar 2022) im Département Aveyron in der Region Okzitanien (vor 2016 Midi-Pyrénées). Die Gemeinde gehört zum Arrondissement Villefranche-de-Rouergue und zum Kanton Lot et Montbazinois. Die Einwohner werden Naussacais und Naussacaises genannt. 

## Geografie
Naussac liegt etwa 50 Kilometer westnordwestlich von Rodez am Flüsschen Diège und seinem Zufluss Audiernes. Umgeben wird Naussac von den Nachbargemeinden Capdenac-Gare im Norden, Sonnac im Norden und Nordosten, Peyrusse-le-Roc im Osten, Drulhe im Südosten, Salles-Courbatiès im Süden und Südwesten sowie Gelles im Westen und Nordwesten.

## Bevölkerungsentwicklung
| Jahr                       | 1962 | 1968 | 1975 | 1982 | 1990 | 1999 | 2006 | 2019 |
| Einwohner                  | 337  | 312  | 274  | 338  | 323  | 296  | 311  | 370  |
| Quellen: Cassini und INSEE |      |      |      |      |      |      |      |      |

## Sehenswürdigkeiten
- Kirche Saint-Martial
- Schloss Marinesque, Fassaden und Dächer seit 1973 als Monument historique eingeschrieben

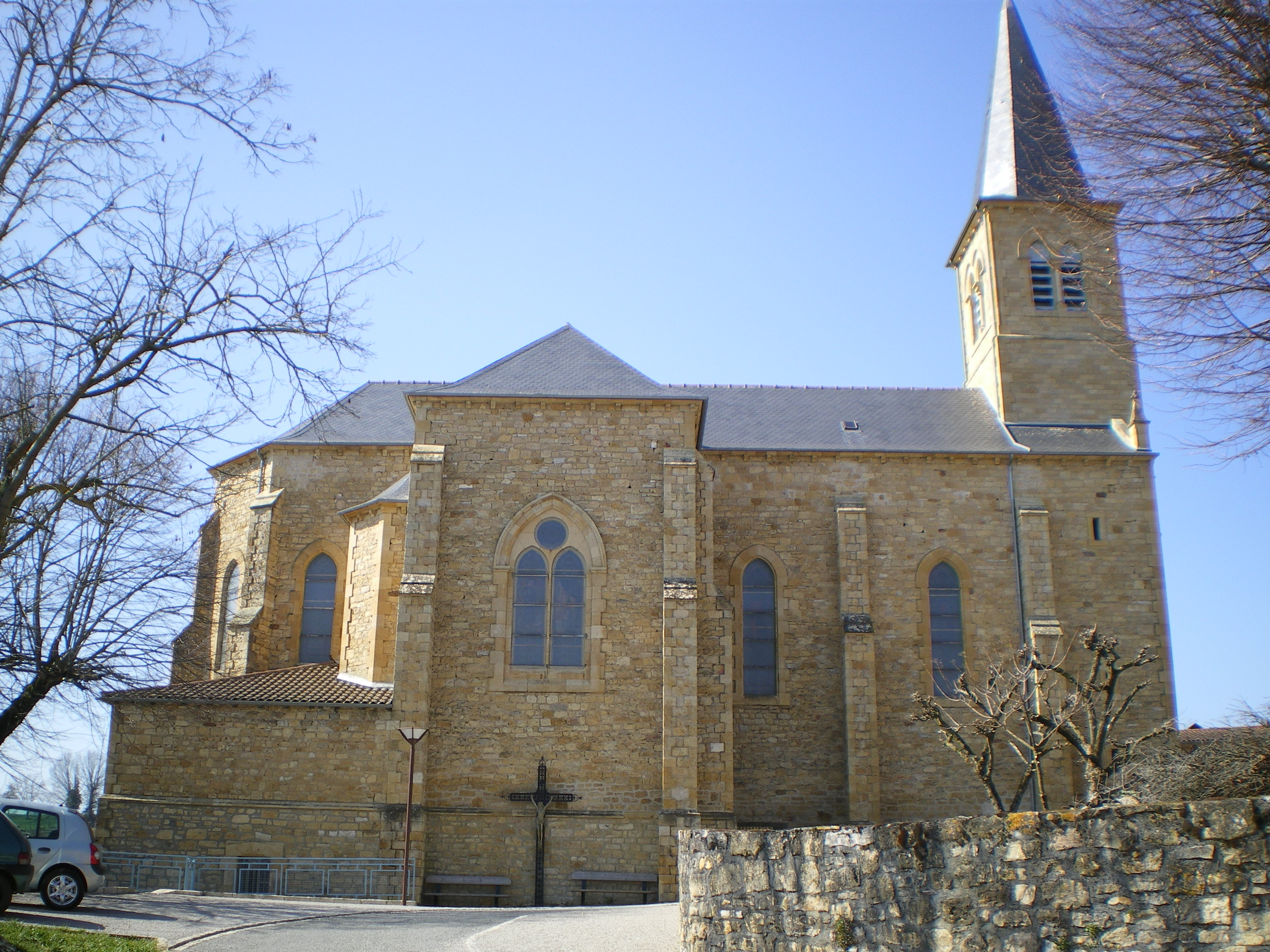
Kirche Saint-Martial
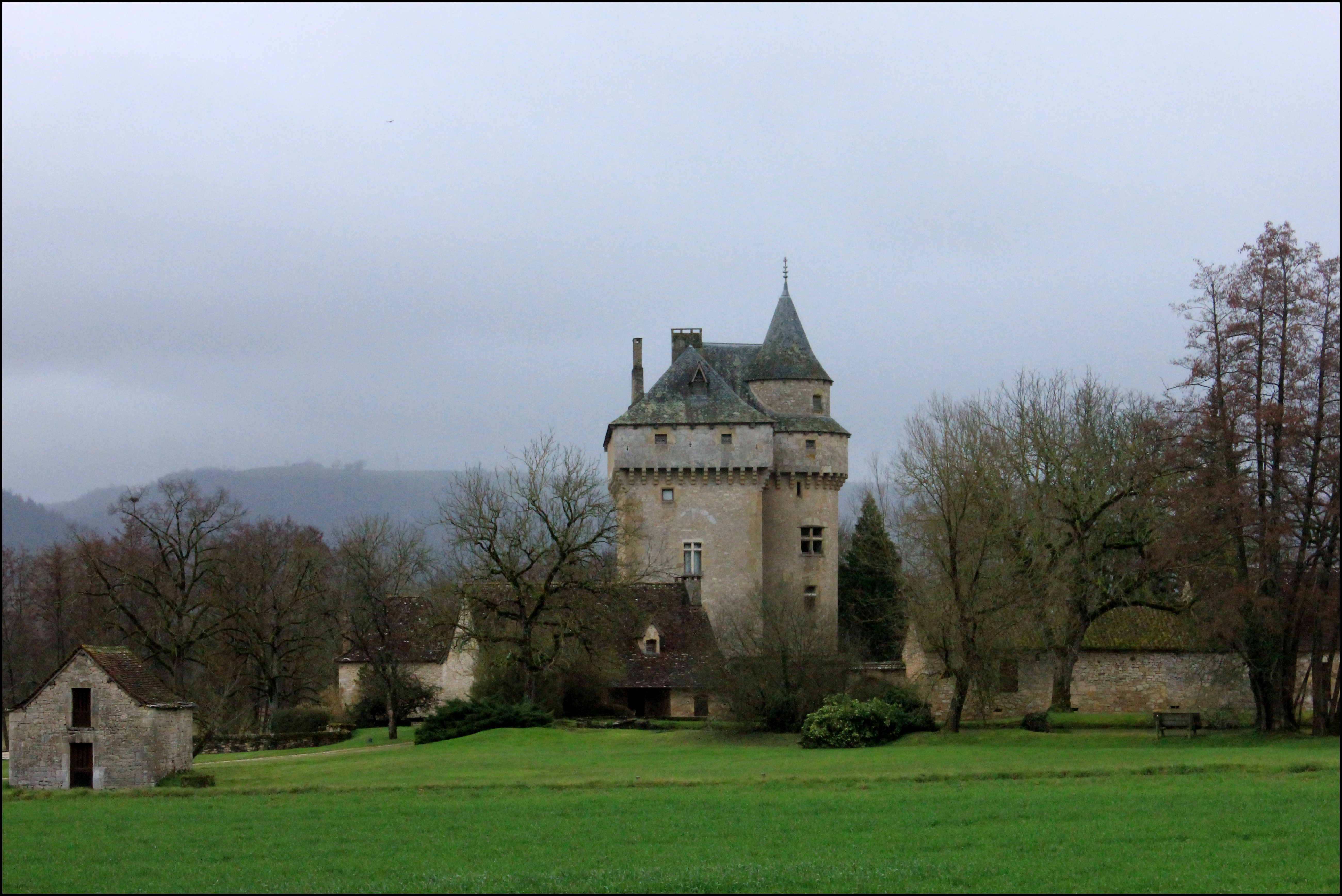
Schloss Marinesque